# Tidiga serier med Lucky Luke
Tidiga serier med Lucky Luke syftar på en mängd korta seriehistorier med Lucky Luke som tecknades från 1946 till 1954. De är 2 till 35 sidor långa och både författade och tecknade av Morris. Serierna har på franska givits ut i tidningar, album och samlingsvolymer. Den svenska utgivningen har skett mer oregelbundet och utan kronologisk ordning.

## Historik och beskrivning
Den tecknade serien Lucky Luke dök för första gången upp i den belgiska serietidningen Le Journal de Spirous specialutgåva Almanach 1947, i december 1946. Under de första åren, när Morris både skrev och tecknade serien, bestod den av betydligt kortare avsnitt än vad som skulle bli fallet när René Goscinny tog över författarskapet 1955. 1949 utkom det första seriealbumet som samlade avsnitten från Spirou, och under Goscinnys penna skulle varje avsnitt av serien komma att anpassas för albumpublicering, och därmed standardiserades till 44 sidor.
Dessa första avsnitt av Lucky Luke är med andra ord inte anpassade till albumformatet, och när de har getts ut på andra språk har de publicerats i varierande konstellationer, och i olika typer av publikationer. Till sitt omfång motsvarar dessa 19 avsnitt, skapade under seriens första decennium, ungefär åtta album, varav sju kommit ut på svenska. Till skillnad från merparten av de svenska Lucky Luke-albumen utgivna av Bonniers Juniorförlag så har dessa sju album bara getts ut i en enda upplaga, och de gavs heller inte ut i Tintins äventyrsklubb. Samtliga avsnitt finns dock samlade i bokserien Lucky Luke – Den kompletta samlingen, i böckerna "Lucky Luke 1946-1950" och "Lucky Luke 1951-1954", och några av dem är även medtagna i presentvolymerna "Jag Lucky Luke" och "Jag Jolly Jumper". Dessutom gick dessa serier som följetonger i den svenska serietidningen Lasso 1953-1954, då under titeln "Tursamme Tony".
Värt att notera är också att serien under denna period hade löpande sidnumrering (som dock börjar först i och med det andra avsnittet), vilken fortsätter ytterligare några år efter att Goscinny tagit över manusskrivandet – den avslutades först 1958, i och med Domaren – Lagen väster om Pecos.
Även sedan Goscinny tagit över manusansvaret på serien producerades en mindre mängd korta Lucky Luke-avsnitt som inte samlades i albumserien, se Korta serier med Lucky Luke.

## Serier

### Arizona
- Originaltitel: Arizona 1880
- Sidnumrering: ingen (20 sidor)
- Ursprungspublicering: Le Journal de Spirou Almanach 1947 (1946)
- Franskspråkig albumpublicering: 3 – Arizona (1951)
- Svenskspråkig albumpublicering: 36 – Arizona – Dick Diggers guldgruva (1979), samt i "Jag Jolly Jumper"
- Svensk översättare: Kåre Persson

### Dick Diggers guldgruva
- Originaltitel: La mine d'or de Dick Digger
- Sidnumrering: 1-25 (25 sidor)
- Ursprungspublicering: Spirou 478-502 (1947)
- Franskspråkig albumpublicering: 1 – La Mine d'or de Dick Digger (1949)
- Svenskspråkig albumpublicering: 36 – Arizona – Dick Diggers guldgruva (1979)
- Svensk översättare: Kåre Persson

### Ett gott skratt & Ett bra trick
- Originaltitel: Lucky Luke et son cheval Jolly Jumper
- Sidnumrering: 26-27 (2 sidor)
- Ursprungspublicering: Spirou 503-504 (1947)
- Franskspråkig albumpublicering: 3 – Arizona (1951)
- Svenskspråkig albumpublicering: 51 – Lycksökarna i Vilda Västern (1985)
- Svensk översättare: Kåre Persson

### Dubbelgångaren
- Originaltitel: Le sosie de Lucky Luke
- Sidnumrering: 28-50 (23 sidor)
- Ursprungspublicering: Spirou 505-527 (1947-48)
- Franskspråkig albumpublicering: 1 – La Mine d'or de Dick Digger (1949)
- Svenskspråkig albumpublicering: ingen, men finns med i "Jag Lucky Luke"
- Svensk översättare: Jerk Sander

### Rodeo
- Originaltitel: Grand rodéo
- Sidnumrering: 51-68 (18 sidor)
- Ursprungspublicering: Spirou 528-545 (1948)
- Franskspråkig albumpublicering: 2 – Rodeo (1951)
- Svenskspråkig albumpublicering: 51 – Lycksökarna i Vilda Västern (1985)
- Svensk översättare: Kåre Persson

### Lucky Luke i Desperado City
- Originaltitel: Desperado City
- Sidnumrering: 69-89 (21 sidor)
- Ursprungspublicering: Spirou 546-566 (1948-49)
- Franskspråkig albumpublicering: 2 – Rodeo (1951)
- Svenskspråkig albumpublicering: ingen
- Svensk översättare: Per A J Andersson

### Guldrusch i Buffalo Creek
- Originaltitel: La ruée vers l'or de Buffalo-Creek
- Sidnumrering: 90-108 (19 sidor)
- Ursprungspublicering: Spirou 567-584 (1949)
- Franskspråkig albumpublicering: 2 – Rodeo (1951)
- Svenskspråkig albumpublicering: 51 – Lycksökarna i Vilda Västern (1985)
- Svensk översättare: Kåre Persson

### Lucky Luke mot Cigarett-Caesar
- Originaltitel: Lucky Luke contre Cigarette Cesar
- Sidnumrering: 109-125 (17 sidor)
- Ursprungspublicering: Spirou 585-601 (1949)
- Franskspråkig albumpublicering: 3 – Arizona (1951)
- Svenskspråkig albumpublicering: ingen, men finns med i "Jag Lucky Luke"
- Svensk översättare: Jerk Sander

### Avtryckar-Joes återkomst
- Originaltitel: Le retour de Joe la Gachette
- Sidnumrering: 126-142 (17 sidor)
- Ursprungspublicering: Spirou 602-618 (1949-50)
- Franskspråkig albumpublicering: 4 – Sous le ciel de l'Ouest (1952)
- Svenskspråkig albumpublicering: 80 – Avtryckar-Joe (2001), samt i "Jag Lucky Luke" (under titeln Joe med puffran)
- Svensk översättare: Per A J Andersson (2001), Jerk Sander (1982)

### Vår på prärien
- Originaltitel: Jours de Round Up
- Sidnumrering: 143-153 (11 sidor)
- Ursprungspublicering: Spirou 619-629 (1950)
- Franskspråkig albumpublicering: 4 – Sous le ciel de l'Ouest (1952)
- Svenskspråkig albumpublicering: 80 – Avtryckar-Joe (2001), samt i "Jag Lucky Luke" (under titeln En äkta cowboy)
- Svensk översättare: Per A J Andersson (2001), Jerk Sander (1982)

### Stormatchen
- Originaltitel: Le grand combat
- Sidnumrering: 154-170 (17 sidor)
- Ursprungspublicering: Spirou 630-646 (1950)
- Franskspråkig albumpublicering: 4 – Sous le ciel de l'Ouest (1952)
- Svenskspråkig albumpublicering: 80 – Avtryckar-Joe (2001)
- Svensk översättare: Per A J Andersson

### Lucky Luke städar upp i Red City
- Originaltitel: Nettoyage à Red City
- Sidnumrering: 171-190 (20 sidor)
- Ursprungspublicering: Spirou 685-697 (1951)
- Franskspråkig albumpublicering: 5 – Lucky Luke contre Pat Poker (1953)
- Svenskspråkig albumpublicering: 43 – Lucky Luke möter Pat Poker (1981)
- Svensk översättare: Kåre Persson

### Kusinerna Dalton
- Originaltitel: Hors la loi
- Sidnumrering: 191-224 (34 sidor)
- Ursprungspublicering: Spirou 701-731 (1951-52)
- Franskspråkig albumpublicering: 5 – Hors-la-loi (1954)
- Svenskspråkig albumpublicering: 45 – Kusinerna Dalton (1982)
- Svensk översättare: Jerk Sander

### Tumult i Tumbleweed
- Originaltitel: Tumulte à Tumbleweed
- Sidnumrering: 225-248 (24 sidor)
- Ursprungspublicering: Spirou 735-754 (1952)
- Franskspråkig albumpublicering: 5 – Lucky Luke contre Pat Poker (1953)
- Svenskspråkig albumpublicering: 43 – Lucky Luke möter Pat Poker (1981)
- Svensk översättare: Kåre Persson

### Kusinerna Dalton spökar
- Originaltitel: Le retour des frères Dalton
- Sidnumrering: 249-258 (10 sidor)
- Ursprungspublicering: Spirou 755-764 (1952)
- Franskspråkig albumpublicering: 5 – Hors-la-loi (1954)
- Svenskspråkig albumpublicering: 45 – Kusinerna Dalton (1982)
- Svensk översättare: Jerk Sander

### Doktor Doxeys dunderdroppar
- Originaltitel: Lucky Luke contre le Docteur Doxey
- Sidnumrering: 259-280 (22 sidor)
- Ursprungspublicering: Spirou 765-786 (1952-53)
- Franskspråkig albumpublicering: 5 – L'Élixir du Docteur Doxey (1955)
- Svenskspråkig albumpublicering: 37 – Doktor Doxeys dunderdroppar (1979)
- Svensk översättare: Jerk Sander

### Människojakt
- Originaltitel: Chasse à l’homme
- Sidnumrering: 281-302 (22 sidor)
- Ursprungspublicering: Spirou 787-808 (1953)
- Franskspråkig albumpublicering: 5 – L'Élixir du Docteur Doxey (1955)
- Svenskspråkig albumpublicering: 37 – Doktor Doxeys dunderdroppar (1979)
- Svensk översättare: Jerk Sander

### Phil Defer – revolvermannen
- Originaltitel: Lucky Luke et Phil Defer dit le Faucheux
- Sidnumrering: 303-337 (35 sidor)
- Ursprungspublicering: Le Moustique 303-337 (1954)
- Franskspråkig albumpublicering: 5 – Phil Defer (1956)
- Svenskspråkig albumpublicering: 40 – Phil Defer – revolvermannen (1980)
- Svensk översättare: Kåre Persson

### Pillret
- Originaltitel: Lucky Luke et Pilule
- Sidnumrering: 338-346 (9 sidor)
- Ursprungspublicering: Le Moustique 338-346 (1954)
- Franskspråkig albumpublicering: 5 – Phil Defer (1956)
- Svenskspråkig albumpublicering: 40 – Phil Defer – revolvermannen (1980)
- Svensk översättare: Kåre Persson